# Sasy Mankan
Sasan Yafte, conhecido como "Sasy", (em persa: ساسی) é um rapper iraniano, nascido em  17 de novembro de 1988, em Ahvaz. A agência de notícias Reuters o chamou de "um dos mais conhecidos rappers iranianos". Antes das eleições presidenciais do Irã em 2009 o rapper mostrou apoio ao então candidato a presidência Mehdi Karroubi.

## Biografia
Sasy Mankan nasceu em Teerã, Irã, em uma família com raízes profundas na música tradicional persa. Desde jovem, ele foi influenciado por músicas tradicionais iranianas, mas também se interessou por gêneros ocidentais como hip hop e pop. Isso acabou moldando sua identidade musical única, que mais tarde se refletiria em sua carreira. Sasy começou sua carreira musical no início dos anos 2000, lançando suas primeiras músicas em plataformas digitais. Ele se destacou rapidamente por sua habilidade de combinar ritmos ocidentais com melodias tradicionais iranianas. Sua popularidade aumentou ao longo dos anos, especialmente após o lançamento do single Bemooneh (2007), que se tornou um grande sucesso tanto no Irã quanto em comunidades iranianas no exterior.

## Carreira musical
Sasy Mankan lançou vários álbuns de sucesso, com destaque para Bemooneh (2007) e Gavahi (2011). Ele é conhecido por suas músicas cativantes e seus videoclipes inovadores, que frequentemente abordam temas de liberdade e identidade. Em 2016, Sasy ganhou reconhecimento internacional ao se apresentar em festivais de música em países como os Estados Unidos, Alemanha e Turquia. Em 2019, ele lançou o álbum Sasy 3, que apresentou uma fusão ainda maior de estilos e um som mais moderno, atraindo a atenção de novos fãs ao redor do mundo.

## Estilo musical
Sasy Mankan é conhecido por sua habilidade em misturar diferentes estilos musicais. Sua música combina elementos do hip hop, R&B, pop e também da música tradicional iraniana. Ele é considerado uma figura de vanguarda na cena musical iraniana, ajudando a modernizar a música pop do país e tornando-a mais acessível a um público global.

## Recepção e impacto
Sasy Mankan tem sido uma figura controversa no Irã devido às suas letras e estilo que desafiam normas sociais e culturais. No entanto, ele também é amplamente respeitado como um dos artistas mais inovadores da cena musical iraniana. Seu impacto não se limita apenas ao Irã, mas também à diáspora iraniana, com fãs em todo o mundo, especialmente em países como os Estados Unidos, Canadá e Reino Unido.